# Nancy Patiño
Nancy Montserrat Patiño Pimentel (Ciudad de México, 21 de octubre de 1992), conocida como Nancy Patiño, es una ex actriz mexicana. El 11 de febrero de 2014 tuvo a su primer hijo, Leonardo Mortera Patiño.

## Biografía
Nancy Patiño nació el 21 de octubre de 1992 en México, Distrito Federal. Inició su carrera en 1996 haciendo comerciales, y hasta 1999 se dedica a actuar en telenovelas infantiles como El niño que vino del mar, Carita de ángel y De pocas, pocas pulgas.  En el 2001, Nancy Patiño obtuvo el personaje principal de Angelita en la mini telenovela navideña Navidad sin fin, dando vida al ángel de la misericordia durante la semana de Navidad.

## Trayectoria
- Mi marido tiene más familia (2018) Participación especial
- La rosa de Guadalupe (2008-2019) Personaje Principal

Gelatinas Mágicas (2019)- Rosy
Dos Perlas (2018)- Perla 
Fraude Cibernético (2015) - Anabel
La prima fea (2014) - Mirna
Vivir en Paz (2012) - Berenice
No Es Una Prueba de Amor (2013) - Jackie
Un Pedacito De Cielo (2013)- Jacqueline
El Chavo de Hojalata (2012)-Matilde
Un Encuentro Amor (2014) - Macarena
Seguir al Amor (2008)- Esperanza
- Como dice el dicho

Homofobrico Bullying - Rocio
- Camaleones (2009-2010)- Pau, hermana de Rolando
- Mañana es para siempre (2008) - Liliana Elizalde (joven)
- De pocas, pocas pulgas (2003) - Genoveva "La Beba" Valverde
- Navidad sin fin (2001) - Angelita
- Aventuras en el tiempo (2001) - Vicenta
- Carita de ángel (2000-2001) - Alfonsina Núñez
- Cuento de Navidad (1999) - Margarita (niña)
- El niño que vino del mar (1999) - Mariali